# Mura di Montelaterone
Le mura di Montelaterone costituiscono il sistema difensivo del borgo di Montelaterone, nel comune di Arcidosso, nella provincia di Grosseto.

## Storia
A protezione del borgo fu costruita una prima cinta muraria, eretta già nel corso dell'XI secolo a difesa del primitivo insediamento castellano.
Il centro abitato andò tuttavia estendendosi nel corso del tempo al di fuori della cerchia primordiale, tanto da richiedere in seguito la costruzione di una nuova struttura muraria difensiva più esterna. I lavori di realizzazione delle nuove mura furono portati avanti nel corso del XIII secolo nonostante i contrasti che vi erano tra gli Aldobrandeschi e la Repubblica di Siena per il controllo di Montelaterone, che nel tardo Duecento passò sotto il controllo di Siena.
Proprio i senesi vi realizzarono il cassero in posizione dominante, che andò ad integrarsi al preesistente sistema difensivo.
Durante i secoli successivi, la fine delle contese per il controllo del centro non fece sentire la necessità di rafforzare ulteriormente le strutture difensive, tanto che nel corso del tempo la doppia cinta muraria perse le funzioni originarie a cui era adibita, venendo parzialmente inglobata nel tessuto urbano del centro.

## Descrizione
Si presentano sotto forma di una doppia cerchia, gran parte della quale ha perduto l'aspetto originario, pur essendo riconoscibile il perimetro murario, in larga parte addossato o inglobato in fabbricati ed edifici abitativi del centro storico.
I tratti delle mura che si sono conservati hanno tuttavia l'originario aspetto medievale in blocchi di pietra, compreso le due porte che originariamente consentivano l'accesso al borgo, tra le quali anche la porta di Mezzo. Il sistema difensivo era completato dal Cassero Senese, del quale si conservano i ruderi nella parte più alta e dominante del centro.